# Harald Sjövall

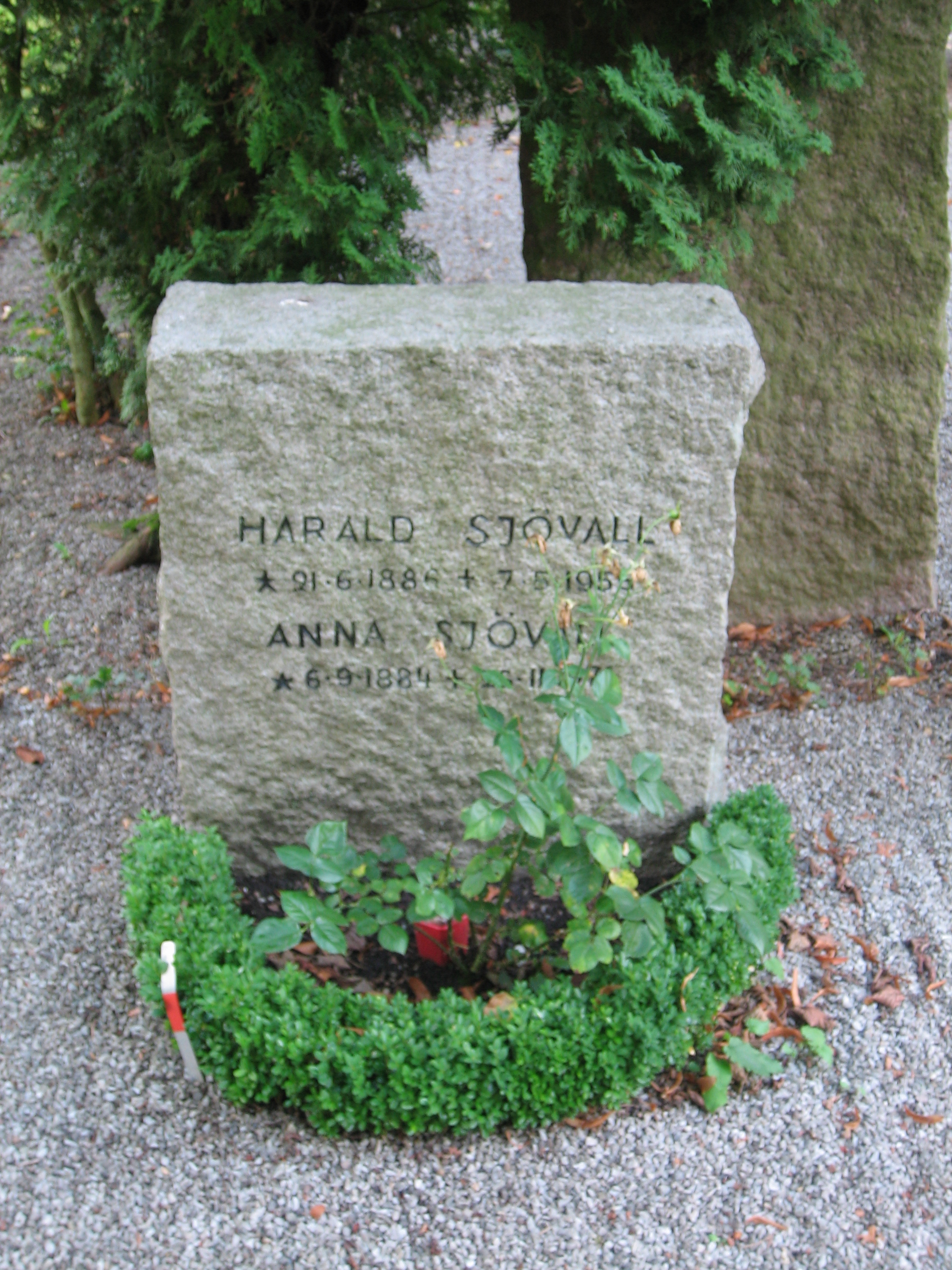
Harald Sjövalls grav på Norra kyrkogården i Lund.

Harald Sjövall, född den 21 juni 1886 i Trelleborg, död den 7 maj 1955 i Falun, var en svensk lärare (lektor), språkman, sakskriftställare, målare och tecknare.
Efter studentexamen i Malmö 1904 studerade Sjövall vid Lunds universitet där han blev filosofie kandidat 1907 och filosofie licentiat 1918. Efter studierna arbetade han som lärare i latin och grekiska vid Lunds privata elementarskola 1911. Sedermera blev han även filosofie doktor 1931 och arbetade därefter som lektor vid Kristianstads läroverk. Hans huvudämnen var latin och grekiska, och det var som lärare i dessa språk han skulle göra huvuddelen av sin livsgärning och som sakskriftställare utgav han doktorsavhandlingen Zeus im altgriechischen Hauskult  1931, Latinsk-svensk fraseologisk ordlista  1936 och Skolljus och strykpojkar  1943. Som föredragshållare var han en vältalig förespråkare för vikten av att besitta en klassisk allmänbildning. Vid sidan av sin lärargärning var Sjövall en utpräglad konstnärlig begåvning och uppskattad studentpoet och en träffsäker och fyndig tecknare. Under sin studenttid i Lund var han en framträdande illustratör och är upphovsmannen till en rad klassiska teckningar och målningar med studentanknytning. Han bidrog med illustrationer i studenttidningen Majgreven, utförde affischerna för spexet Uarda och Lundakarnevalen 1912 (De olympiska förspelen). Bland hans offentliga arbeten märks  väggmålningarna i grekisk stil i valvrummet på studentcaféet Tua på Akademiska Föreningen. Sjövalls skisser överfördes till väggen av konservator Hans Erlandson som senare vid ett par tillfällen restaurerat målningarna. Sjövall finns representerad vid Röhsska museet.
Sjövall var son till rektorn och riksdagsman Hjalmar Sjövall och Vilhelmina (Mina) Eklund. Från 1918 var han gift med gymnastikdirektören Anna Carlsson (1884–1971) och paret hade en dotter Brita (1922–1988) som var journalist och gift med statsvetaren Nils Stjernquist.
Sjövall är begravd på Norra kyrkogården i Lund.